# Aiguille Noire de Peuterey
L'Aiguille Noire de Peuterey (pron. fr. AFI: [eɡɥij nwaʁ də pøtəʁɛ]) è una cima, interamente rocciosa, delle Alpi del Monte Bianco, alta 3.773 m s.l.m.., posta sul versante italiano del Massiccio del Monte Bianco.

## Caratteristiche

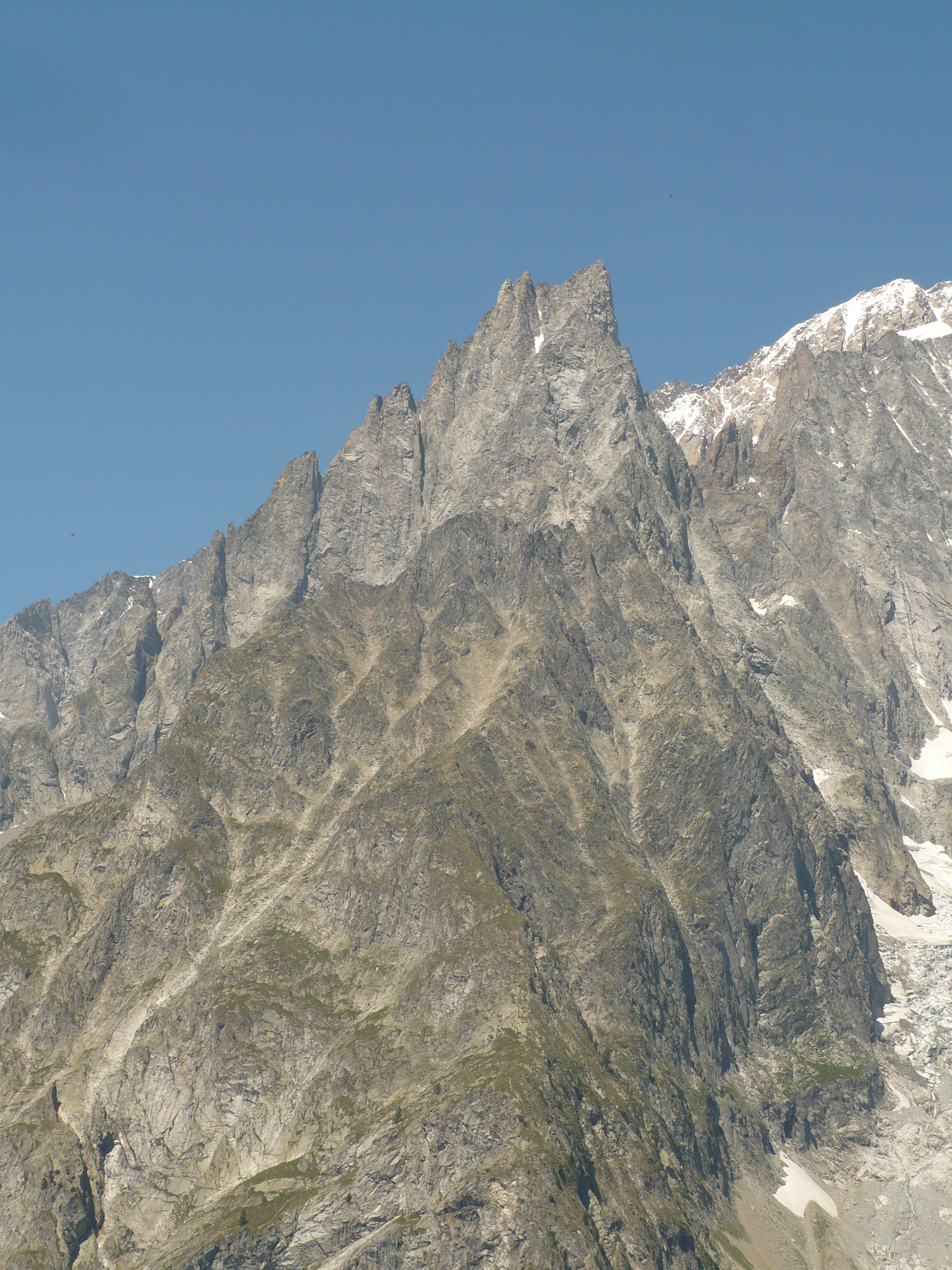
L'Aiguille Noire de Peuterey vista dalla località della Val Veny: Pre de Pascal.

La montagna è collocata tra il Ghiacciaio della Brenva e quello del Freney. Les Dames Anglaises la separano dalla più alta Aiguille Blanche de Peuterey. Rappresenta la prima parte della cresta di Peuterey, la quale parte dal pianoro della Val Veny a quota 1500 - 1600 metri e si innalza, con diverse cime, sino alla vetta stessa del Monte Bianco.

## Accesso alla vetta

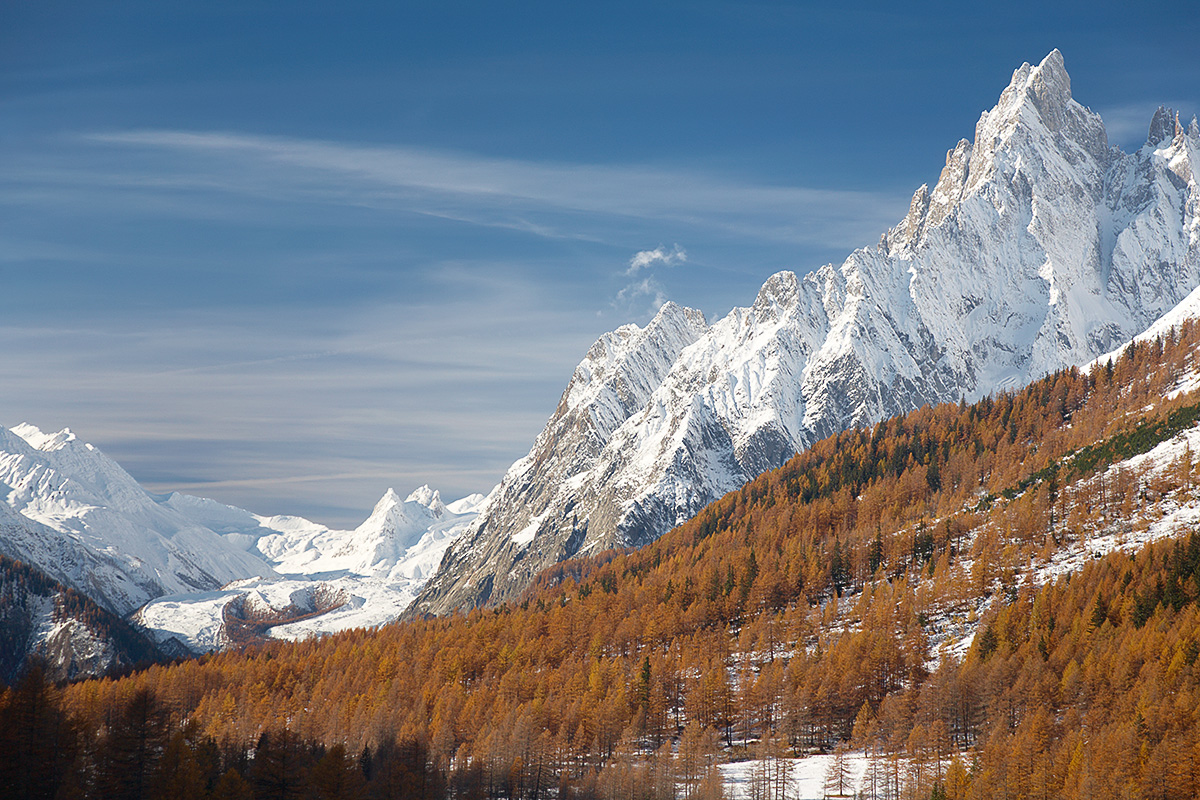
In livrea invernale.

La sua vetta è raggiungibile solo da itinerari percorribili da esperti alpinisti.
Celebre e la più frequentata è la sua cresta sud (che passa per le punte Bifida, Welzenbach, Brendel, Ottoz, Bich), una delle più famose ed eleganti vie di roccia delle Alpi. L'accesso alla via parte dal Rifugio Borelli (detto della Noire) a 2325m, attraversa le pietraie del Fauteuil-des-Allemands (chiamato anche Combalet) fino a raggiungere l'attacco al di sotto del Pic Gamba, a quota 2675m. 
La via, che percorre un dislivello di circa 1100 metri con uno sviluppo di 1400m circa e una difficoltà fino al V+ e rappresenta una classica dell'alpinismo interamente su roccia. La discesa viene in genere effettuata dalla cresta est, considerata la via normale.
L'ascesa della cresta può proseguire per la cosiddetta Integrale di Peuterey fino alla vetta del Monte Bianco, calandosi dalla cima della Noire e proseguendo sulle Dames Anglaises con tappa al Bivacco Piero Craveri. Il giorno successivo rimangono da attraversare Aiguille Blanche de Peuterey, Grand Pillier d'Angle e Monte Bianco di Courmayeur. È una lunga e difficile via mista di roccia e ghiaccio.